# Parque Estadual Guirá
O Parque Estadual Guirá  é uma Unidade de Conservação de Proteção Integral ((UCPI) que está localizado no município de Cáceres, estado de Mato Grosso, na fronteira com a Bolívia, na região centro-oeste do Brasil.

## Geografia
O Parque Estadual do Guirá fica no município de Cáceres, no sul de Mato Grosso, na fronteira com a Bolívia. Tem uma área de 114.000 hectares e está no bioma do Pantanal. Tem uma grande população de cervos-do-pantanal. Ele fica ao lado do Parque Nacional do Pantanal Matogrossense, ao sul.

## História
A criação do parque com uma área de 412.225 hectares (1.018.630 acres) foi aprovada pela assembleia legislativa estadual em 15 de dezembro de 2001. Foi justificado pela Secretaria Estadual do Meio Ambiente como essencial para preservar o ecossistema do Pantanal, ameaçado pelas atividades humanas. O Parque Estadual do Guirá foi criado pelo governador Dante Martins de Oliveira, que aprovou a lei 7.625 de 15 de janeiro de 2002. O parque cobriria terras em Cáceres, na fronteira com a Bolívia, com uma área de aproximadamente 100.000 hectares.
O parque é administrado pela Fundação Estadual do Meio Ambiente. O objetivo é preservar os ecossistemas existentes e permitir uso público controlado, educação e pesquisa científica. Em 17 de outubro de 2014, a Secretaria do Meio Ambiente solicitou aos proprietários de terras no parque que apresentassem seus documentos para permitir a regularização. O conselho consultivo foi criado em 15 de dezembro de 2014.

## Incêndios
O Parque sofreu com incêndios aos longos dos anos como em 2020 afetando 15 mil hectares (14,3% da unidade de conservação) e em 2024 mobilizando uma grande equipe de bombeiros militares de Mato Grosso.